# Jean-Baptistin Baille
Jean-Baptistin Baille, anomenat Baptistin, (Ais de Provença, França, 1841 - París, 1918) fou un físic francès.

## Vida
Baille era fill d'un hostaler i realitzà els seus estudis primaris i secundaris a Ais de Provença. Al col·legi Borbó de la ciutat (actualment liceu Mignet) conegué Émile Zola i mantengué l'amistat tota la vida, juntament amb Paul Cézanne, que foren anomenats "els inseparables". El 1861 anà a estudiar física a París a l'École Polytechnique on es retrobà amb els seus dos amics. Després de graduar-se s'hi doctorà amb una tesi sobre els indicis de la refracció del Sol. Comença una carrera d'ensenyant-investigador a l'École Polytechnique.
Es casà l'11 de juliol de 1870 amb la filla d'un fabricant d'aparells d'òptica. Fou nomenat astrònom a l'Observatoire de París i professor d'òptica i d'acústica a l'Escola de Física i Química Industrial de París el 1882. El 1885 passà a dirigir la fàbrica d'òptica del seu sogre.

## Obra
El treball d'investigació més destacat fou la determinació de la densitat mitjana de la Terra en col·laboració amb Alfred Cornu (1841-1902), antic company de promoció. En la memòria d'aquest treball, publicada el 1873 i titulada Détermination nouvelle de la constante de l'attraction et de la densité moyenne de la Terre, és la primera vegada que s'escriu i es calcula la constant de gravitació, {\textstyle G}, de la llei de gravitació universal de Newton, anomenada {\textstyle f}, com apareix el 1844, a la 4a edició del llibre Cours élémentaire de Physique de Nicolas Deguin, i escriuen per primer cop la fórmula d'aquesta llei així com s'empra en l'actualitat:
Publicà nombrosos articles científics en periòdics i un llibre, Producció de l'Electricitat, el 1890.